# Fontaine de la Grille du Coq
La fontaine de la Grille du Coq est située dans la partie nord des jardins des Champs-Élysées, faisant partie du Carré des Ambassadeurs, proche de la place de la Concorde dans le 8e arrondissement de Paris. Elle fut installée en face de la Grille du Coq du Palais de l'Élysée d'où elle porte le nom.

## Historique
Peu de temps après avoir terminé les fontaines de la Concorde Jacques Hittorff construit quatre fontaines supplémentaires dans les squares des jardins des Champs-Élysées. La fontaine de la Grille du Coq en fait partie, elle fut construite en 1840. Des proportions et des formes de la fontaine reflètent parfaitement les œuvres réalisées durant la Restauration et la Monarchie de Juillet. 

## Description
Le bassin circulaire de la fontaine, le piédestal avec une décoration en forme de coquillages et la vasque soutenue par les dauphines ornées de feuilles de palmiers et les têtes de lions crachant de l'eau, sont identiques aux trois autres fontaines installées dans les jardins des Champs-Élysées par Jacques Hittorff :
- la fontaine de Diane
- la fontaine du Cirque
- et la fontaine des Ambassadeurs

Seules les parties supérieures divergent. La fontaine de la Grille du Coq est la seule des quatre fontaines des jardins des Champs-Élysées dont la partie haute de la fontaine n'est pas ornée par une sculpture. La fontaine possède une grande vasque en pierre posée sur un piédestal de bronze octogonal décoré de quatre dauphins et de feuilles. Du milieu jaillit un simple jet d'eau qui alimente la grande vasque. L'eau retombe de douze mascarons à l'effigie de têtes de lions, ornés par des oves, entrelacs et des feuillages, qui viennent compléter les têtes de lions. L'eau jaillit tranquillement, par un jet fin retombant dans le grand bassin. 

## Galerie

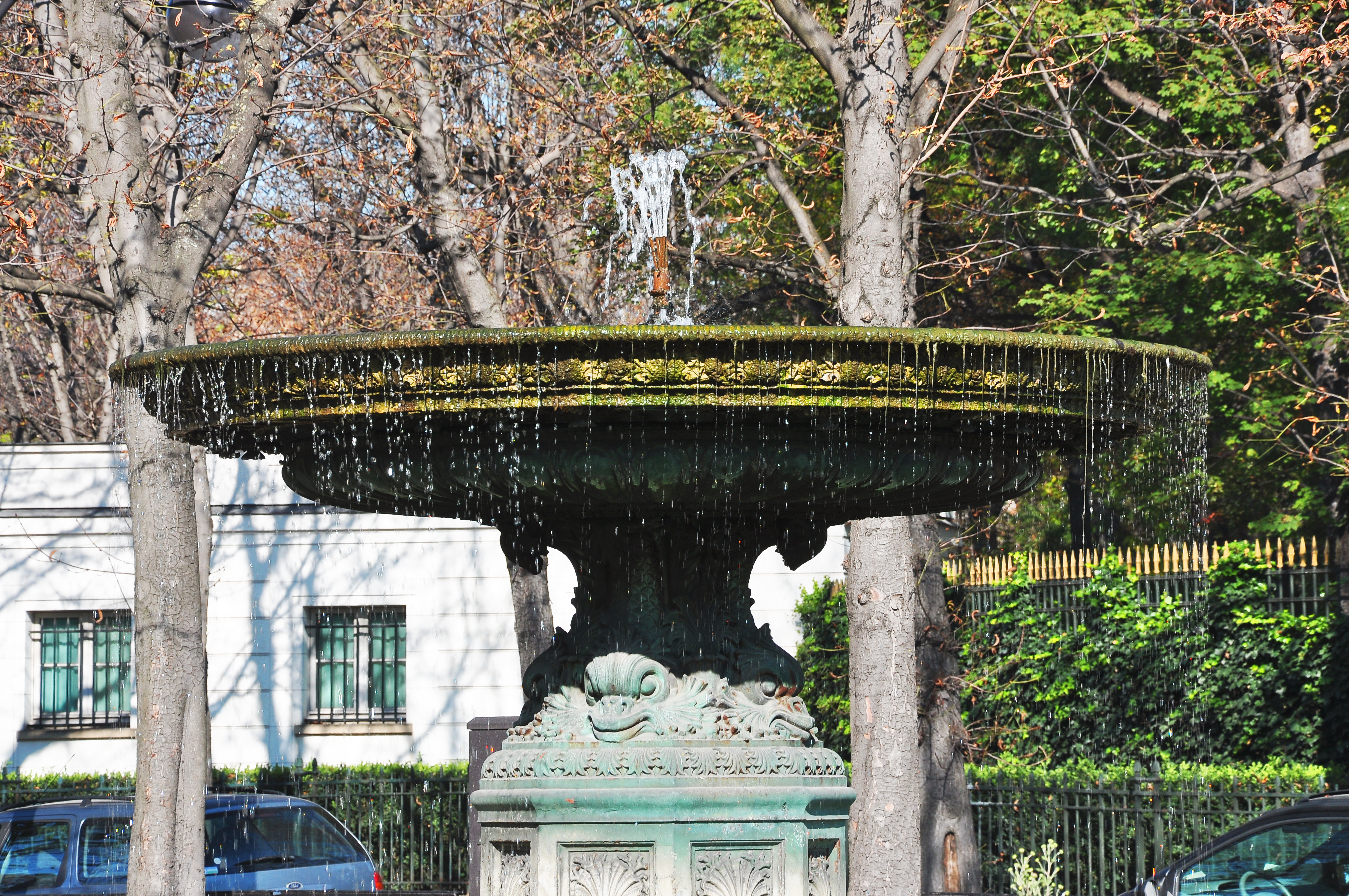
La vasque.
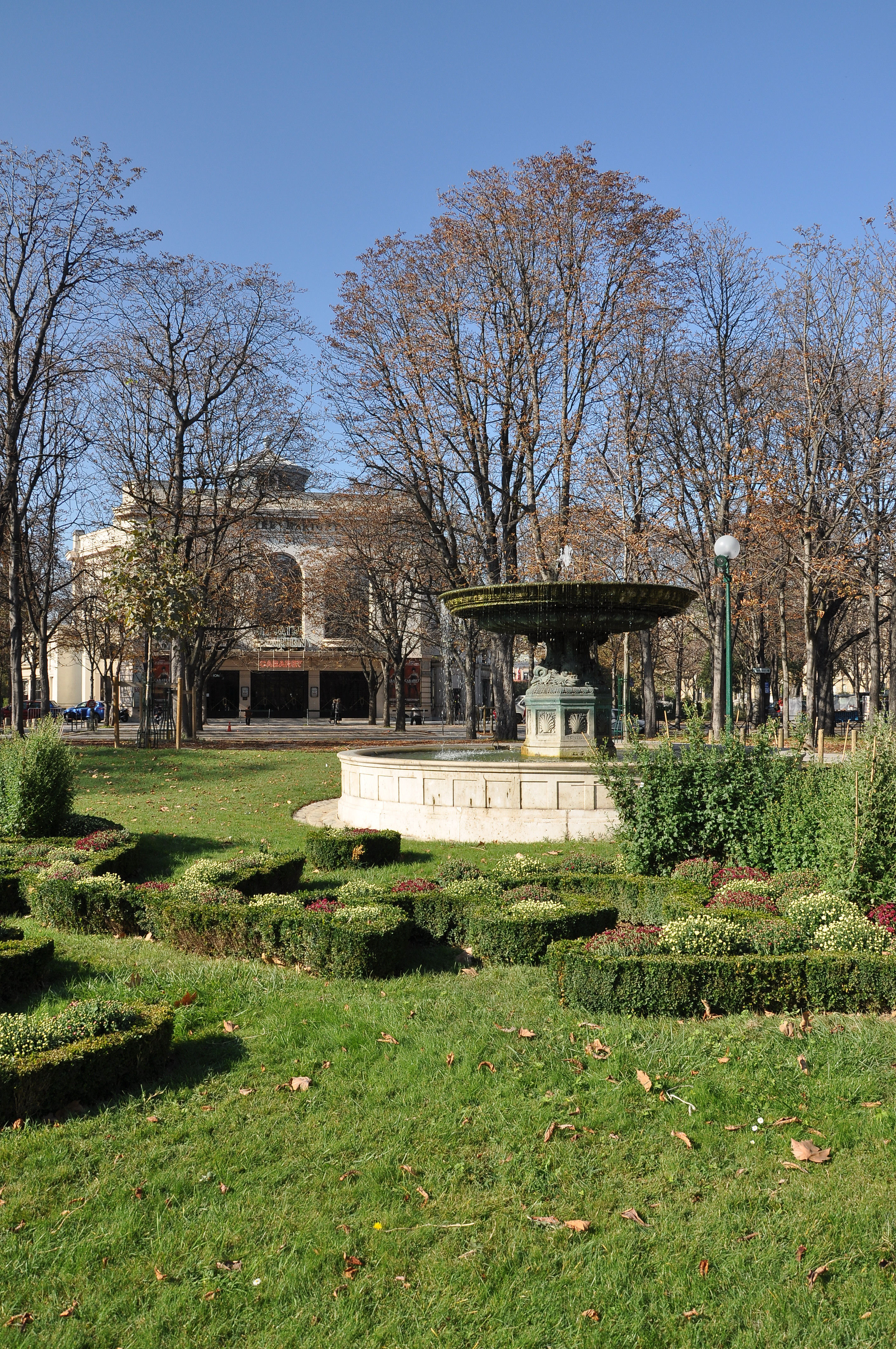
Vue d'ensemble.